# Arthur Meulemans
Arthur Meulemans est un compositeur, chef d'orchestre et pédagogue belge d'origine flamande, né à Aarschot (Brabant, Belgique) le 19 mai 1884, mort à Bruxelles (Belgique) le 29 juin 1966.

## Biographie
Il étudie la musique à partir de 1890 à l'Institut Lemmens de Malines — notamment auprès d'Edgar Tinel — et y obtient son diplôme en 1906, année où il devient professeur d'harmonie au même lieu. En 1914, il quitte ce poste et enseigne jusqu'en 1930 au Koninklijk Atheneum de Tongres, où il est alors installé. Puis, de 1930 à 1935, il dirige l'Orchestre symphonique de la radio belge à Bruxelles, où il s'établit définitivement (il sera aussi chef d'orchestre au sein de plusieurs sociétés musicales amateurs). Par ailleurs, il fonde en 1916 l'École limbourgeoise d'orgue et de musique vocale (Limburgse Orgel - en Zangschool) de Hasselt — qu'il dirige également —. En 1942, il se retire de toutes ses fonctions pour se consacrer uniquement à la composition. En 1956, il sera toutefois nommé président, à titre honorifique, de l'Académie royale flamande (Koninklijke Vlaamse Academie).
Sa musique, d'un romantisme tardif dans un premier temps, est surtout influencée par l'impressionnisme (particulièrement celui de Claude Debussy) et par l'expressionnisme. Toutefois, jusqu'à la fin de sa vie, Meulemans ne franchira pas les limites de la tonalité. Ses compositions sont souvent empreintes de lyrisme, descriptives et, de plus, font régulièrement appel aux grandes formes symphoniques. On lui doit ainsi quinze symphonies, ainsi que de nombreuses autres œuvres pour orchestre, dont plusieurs concertos, concertinos et rhapsodies. En outre, il est l'auteur de pièces pour piano, pour orgue (ou autres instruments), d'œuvres de musique de chambre (dont cinq quatuors à cordes, des sonates et trios pour formations diverses), de compositions pour voix soliste(s) et/ou chorales (dont des recueils de lieder et de nombreuses messes), ainsi que de musiques pour la scène, notamment trois opéras.           

## Discographie
- Symphonies n°2 & n°3 ; Pliny's Fountain ; May Night : Moscow Symphony Orchestra & Frédéric Devreese (direction d'orchestre) 1 CD Marco Polo 1994

## Compositions (sélection)

### Œuvres pour instrument solo
Pièces pour piano
- 1907 : Exotische dans (Feest) ;
- 1916 : Sonate no 2 ;
- 1917 : Sonate no 3 ;
- 1923 : Refleksen ;
- 1927 : Sonatine no 1 ;
- 1928 : Bagatellen, arabesken en rythmen ; Sonatine no 2 In do groot op. 132 ;
- 1941 : Sonatine no 3 ;
- 1951 : Préludes (titre original) ; Sonate no 4 ;
- 1962 : Atmosferilien.

Pièces pour orgue
- 1915 : Sonate ;
- 1949 : Symphonies no 1 et no 2 (transcriptions des œuvres éponymes pour orchestre ci-après visées, respectivement de 1931 et 1933) ; Variations ;
- 1959 : Sei pezzi ; Pièce héroïque (titre original).

Autres instruments
- 1953 : Drie oud-vlaamse liederen pour harpe ;
- 1956 : Sonate pour violoncelle ; Sonate pour violon.

### Musique de chambre
Quatuors à cordes
no 1 Uit mijn Leven (1907) ; no 2 (1932) ; no 3 (1933) ; no 4 (1944) ; no 5 (1952).     
Sonates
no 1 pour violon et piano (1915) ; pour flûte, alto et harpe (1948) ; no 2 pour violon et piano (1953) ; pour violoncelle et piano (1953) ; pour alto et piano (1953) ; pour deux violons (1954) ; no 2 pour flûte et piano (1955) ; pour trompette et piano (1959).
Trios
no 1 pour hautbois, clarinette et basson (1933) ; Trio avec piano (1941) ; Trio à cordes (1941) ; no 1 pour trompette, cor et trombone (1933) ; pour deux violons et alto (1953) ; no 2 pour hautbois, clarinette et basson (1960) ; no 2 pour trompette, cor et trombone (1960). 
Autres œuvres
- 1915 : Quatuor avec piano ;
- 1931 : Quintette à vent no 1 ;
- 1932 : Quintette à vent no 2 ;
- 1945 : Andante e scherzo pour quatuor de flûtes ;
- 1946 : Quintette avec piano ;
- 1948 : Sonata concertante pour clarinette et piano ;
- 1950 : Concerto no 3 pour violon et piano ;
- 1953 : Quatuor de saxophones ;
- 1958 : Quintette à vent no 3 ;
- 1961 : Rhapsodie pour trois clarinettes, clarinette basse et saxophone alto ;
- 1962 : Concerto pour orgue, trompette, cor et trombone ; Pigeon vole (titre original) pour sept flûtes ; Quatuor à vent ;

### Œuvres pour orchestre
Concertinos
pour piano (1941) ; pour trombone (1953) ; pour quatuor de saxophones (1962) ; pour quatuor de clarinettes, orchestre à cordes et percussions (1963).
Concertos
no 1 pour violoncelle (1920) ; no 1 pour cor (1939) ; no 1 pour piano (1941) ; no 1 pour hautbois (1942) ; no 1 pour violon (1942) ; pour alto (1942) ; no 1 pour orgue (1943) ;  pour flûte (1943) ; pour trompette (1943) ; no 2 pour violoncelle (1944) ; no 2 pour violon (1945) ; pour harpe (1953) ; pour deux pianos (1953) ; pour timbales (1954) ; no 2 pour piano (1956) ; no 2 pour orgue (1958) ; no 2 pour cor (1961).
Rhapsodies
pour orchestre (1929) ; avec clarinette (1932) ; avec saxophone alto (1941) ; avec trombone (1941) ; avec basson (1942).    
Symphonies
(no 1) en si (1931) ; no 2 en ut (1933) ; no 3 Dennensymfonie (1933) ; no 4, pour orchestre d'harmonie et percussions ; no 5 Danssymfonie, avec voix de femme (1939) ; no 6 Zeesymfonie, avec alto et chœurs (1939) ; no 7 Zwaneven (1940) ; no 8 Herffstsymfonie (1942) ; no 9 en fa Droomvuur (1943) ; no 10 Psalmensymfonie, avec récitants, soli et chœurs (1943) ; no 11 (1945) ; no 12 (1948) ; no 13 Rembrandtsymfonie, avec orgue (1951) ; no 14 (1954) ; no 15 (1960).           
Autres œuvres
- 1910 : Mei nacht ;
- 1913 : Plinius fontein ;
- 1915 : Herdenszeng, avec flûte ;
- 1916 : Praeludien pour orchestre de chambre ;
- 1922 : Heideschatsen pour orchestre de chambre ;
- 1927 : Maskaroen ;
- 1928 : Stadspark ;
- 1932 : Ouverture en suite ;
- 1935 : Wiener Walzer ;
- 1939 : Lyrische suite, avec harpe ;
- 1941 : Vijf stukken ;
- 1943 : Suites de danses pour orchestre de chambre (Dansensuite no 1 et Dansensuite no 2) ;
- 1945 : Variations, avec piano ;
- 1948 : Sonata concertante pour clarinette et orchestre à cordes (autre version de l'œuvre éponyme — même année — pour clarinette et piano sus-visée) ;
- 1949 : De Witte, avec chœurs ad libitum ;
- 1951 : Symfonietta (Sinfonietta no 1) pour orchestre de chambre ; Symphonische triptiek ; Tableaux (titre original) ;
- 1952 : Concerto no 1 pour orchestre ; Peter Breugel ;
- 1953 : Hertog Jan van Brabant ;
- 1954 : Evasies ;
- 1955 : Akademische triptiek ; Ouverture voor Tartarin de Tarascon ; Van den Vos Reinaerde ;
- 1956 : Concerto no 2 pour orchestre ;
- 1957 : Symphonische dansen ;
- 1959 : Sinfonietta no 2 pour orchestre de chambre ;
- 1960 : Sinfonietta no 3 ;
- 1961 : Cirkus ; Concerto grosso (no 1), avec quatuor de saxophones ; Divertimento ; Middelheim ;
- 1962 : Concerto grosso no 2, avec sextuor ;
- 1964 : Suite, avec quatuor de clarinettes.

### Œuvres pour voix soliste(s)
- 1903 : Zonnesluimer pour soprano et piano op. 4 ;
- 1904 : Verlangen pour soprano et piano op. 5 ;
- 1905 : Gezelle-liederen pour voix moyenne et piano op. 11 ;
- 1909 : Stemmingsliedjes pour voix moyenne et piano ; Voor Vlaanderen pour voix moyenne et piano ;
- 1913 : Kinderliederen pour voix moyenne et piano op. 21 ;
- 1916 : Missa in honorem Beatae Mariae Virginis pour deux voix et orgue (ou orchestre à cordes) op. 25 ;
- 1920 : Zonnige jeugd pour voix moyenne et piano op. 27 ;
- 1926 : Lof-litanie van den H. Franciscus van Assisië pour récitant, baryton et orchestre ;
- 1927 : Josef in Dothan pour soprano, alto et orchestre ;
- 1929 : De hoovenier pour soprano et orchestre ;
- 1935 : Missa in honorem Sanctae Teresiae pour trois voix d'hommes et orgue (ou orchestre) ;
- 1937 : Liederen uit later tijd pour soprano et piano ;
- 1940 : Zee-cyclus pour voix haute et orchestre ;
- 1942 : Droomvuur pour soprano et orchestre ; Starkadd pour ténor, baryton et orchestre ;
- 1956 : Images perdues (titre original) pour quatre voix d'hommes sans accompagnement ; Missa 'Mysterium Fidei'  pour quatre voix mixtes et orgue ;

### Œuvres chorales
- 1909 : De legende van de H. Hubertus, oratorio pour soli, chœurs et orchestre ;
- 1914 : Missa da pacem pour deux ténors, baryton, chœur d'hommes et orgue ; Te Deum pour chœurs a cappella ;
- 1919 : Sacrale dans pour chœurs et orchestre ;
- 1920 : Zomerfantasieën pour chœurs a cappella ;
- 1921 : De tocht pour chœurs et orchestre ;
- 1923 : De eenzame weg pour récitant, chœurs et orchestre ;
- 1924 : Passie-bloemen pour récitant, soli, chœurs et orchestre ;
- 1926 : Huldezang aan Hendrik Van Veldeke pour voix soliste, récitant, chœurs, chœur d'enfants et orchestre ;
- 1927 : Van twee coninxkinderen pour soli, chœurs et orchestre ; Zielen in de branding pour chœur de femmes, deux pianos (ou piano à 4 mains) et harmonica ;
- 1929 : Suite voor gemengd koor pour chœurs a cappella ;
- 1935 : Barabbas pour chœurs et ensemble de cuivres ;
- 1936 : Heilige Cecilia pour mezzo-soprano, chœur de femmes, violon, violoncelle, piano, harpe, timbales et harmonium ;
- 1937 : Rijpende oogst pour chœurs et orchestre ;
- 1943 : De litanie van Onze Lieve Vrouw pour chœurs et orgue ;
- 1945 : Missa aurea pour chœurs et orchestre ;
- 1947 : De goddelijke jager pour récitant, trois voix de femmes, chœur parlé et orchestre ;
- 1949 : Maria's zonnelied pour récitant, chœurs et orchestre ;
- 1950 : De zang van de aarde pour chœurs et piano ;
- 1952 : De kinkhoorn der seizoenen pour récitant, chœurs et orchestre ;
- 1953 : 11 Kinderliedjes pour chœur d'enfants et piano ;
- 1966 : La Légende du chien vert (titre original) pour chœur d'hommes et orchestre.

### Œuvres pour la scène
- 1919 : Vikings, tragédie lyrique en trois tableaux pour soli, chœurs, danseurs et orchestre ;
- 1926 : Adrian Brouwer, opéra en trois actes pour soli, chœurs et orchestre (révisé en 1947) ;
- 1944 : Egmont, drame lyrique en trois actes pour soli et orchestre ;
- 1947 : De vogels, ballet pour orchestre.

## Note
1. ↑  « http://www.archiefbank.be/dlnk/AE_4395 »
2. ↑  Actuel Orchestre philharmonique de Bruxelles ou Orchestre de la radio flamande (Brussels Philharmonic - het Vlaams Radio Orkest).